# Scarabaeus vanderkelleni
Scarabaeus vanderkelleni là một loài bọ cánh cứng trong họ Bọ hung (Scarabaeidae).